# تيلي مدريد
تيلي مدريد (بالإسبانية: TeleMadrid)‏ هي محطة تلفزيونية عامة في مدريد. وهي تابعة لفورتا منذ نشأتها، وهي قناة عامة تابعة حصريًا لحكومة مدريد المستقلة. بدأ بث القناة في 2 مايو 1989 في مدريد. ومنذ ذلك الحين، سيطرت على البرامج التعليمية والبرامج السكانية الموجهة نحو سكان تلك المنطقة. بما أن مدريد هي عاصمة البلاد، فإنها تركز بشكل خاص على المعلومات السياسية الوطنية. كما هو الحال مع العديد من الشبكات الإسبانية المستقلة الأخرى، عانت تيلي مدريد بشكل كبير خلال الأزمة الاقتصادية الإسبانية وطلبت 88 مليون يورو من الحكومة الإسبانية لتفادي أفلاسها.

## وصلات خارجية
- الموقع الرسمي لتيلي مدريد
- الموقع الرسمي للاو
- الموقع الرسمي لفورتا
- الموقع الرسمي لمجتمع مدريد
- Salvemos Telemadrid - موقع أنشأه موظفو تيلي مدريد، يقاتلون من أجل حيادية الشبكة